# Abdulfattah Asiri
Pour les articles homonymes, voir Asiri.
Abdulfattah Tawfiq Asiri, abrégé Abdulfattah Asiri (arabe : عبد الفتاح توفيق عسيري), né le 26 février 1994 à Khamis Mushait, est un footballeur international saoudien. Il évolue au poste d'ailier à Al-Taï SC.

## Carrière

### En club
Il est quart de finaliste de la Ligue des champions d'Asie en 2014 avec le club d'Ittihad FC. Lors de cette compétition, il inscrit un doublé contre le club qatarien de Lekhwiya en avril 2014.

### En sélection
Il honore sa première sélection le 28 décembre 2013 lors d'un match contre la Palestine.

## Statistiques
| Saison                | Club                  | Championnat           | Championnat | Championnat | Coupe(s) nationale(s) | Coupe(s) nationale(s) | Supercoupe | Supercoupe | Compétition(s) continentale(s) | Compétition(s) continentale(s) | Compétition(s) continentale(s) | Kings Cup | Kings Cup | Arabie saoudite | Arabie saoudite | Total | Total |
| Saison                | Club                  | Division              | M.          | B.          | M.                    | B.                    | M.         | B.         | Comp.                          | M.                             | B.                             | M.        | B.        | M.              | B.              | M.    | B.    |
| 2012-2013             | Ittihad FC            | Professional League   | 9           | 2           | 1                     | 0                     | 1          | 0          | -                              | -                              | -                              | 4         | 0         | -               | -               | 15    | 2     |
| 2013-2014             | Ittihad FC            | Professional League   | 6           | 1           | 0                     | 0                     | -          | -          | ACL                            | 7                              | 3                              | 4         | 1         | 4               | 0               | 21    | 5     |
| 2014-2015             | Ittihad FC            | Professional League   | 24          | 3           | 1                     | 1                     | -          | -          | ACL                            | 2                              | 0                              | 3         | 1         | 1               | 0               | 31    | 5     |
| 2015-2016             | Ittihad FC            | Professional League   | 15          | 4           | 1                     | 0                     | -          | -          | ACL                            | 5                              | 0                              | 1         | 0         | -               | -               | 22    | 4     |
| Sous-total            | Sous-total            | Sous-total            | 54          | 10          | 3                     | 1                     | 1          | 0          | -                              | 14                             | 3                              | 12        | 2         | 5               | 0               | 89    | 16    |
| 2016-2017             | Al-Ahli SC            | Professional League   | 20          | 6           | 2                     | 0                     | -          | -          | ACL                            | 7                              | 3                              | 4         | 0         | 3               | 0               | 36    | 9     |
| Sous-total            | Sous-total            | Sous-total            | 20          | 6           | 2                     | 0                     | -          | -          | -                              | 7                              | 3                              | 4         | 0         | 3               | 0               | 36    | 9     |
| Total sur la carrière | Total sur la carrière | Total sur la carrière | 74          | 16          | 5                     | 1                     | 1          | 0          | -                              | 21                             | 6                              | 16        | 2         | 8               | 0               | 125   | 25    |

## Palmarès
Il remporte la Kings Cup en 2013 avec le Ittihad FC.